# Charles Martin (boxare)
Charles Lee Martin, född 24 april 1986 i St. Louis, Missouri, USA, är en amerikansk tungviktsboxare som under en kort period under 2016 var världsmästare för organisationen IBF. 
Martins regim som mästare i tungvikt är den näst kortaste i historien.

## Boxningskarriär

### Som proffs

#### Debut och klättring på rankningen
Martin begick sin professionella debut i oktober 2012 då han besegrade Vashawn Tomlin på knockout. Under 2013 fick Martin elva matcher då bland annat de båda obesegrade Vincent Thompson och Glendy Hernandez slogs tillbaka.
I april 2014 vann Martin den vakanta, nordamerikanska mindre WBO–NABO-titeln genom att slå den tidigare obesegrade Alexander Flores på KO i fjärde ronden. I juli 2014 försvarade han framgångsrikt titeln för första gången, i New York, mot 37-åriga veteranen Kertson Manswell. Matchen vanns av Martin på TKO och blev hans åttonde raka segermatch som stoppats innan matchtiden var slut.
Efter ytterligare fyra försvar av WBO-NABO-titeln och sammanlagt 22 segrar på 23 matcher (1 oavgjord) hade Martin stigit så pass på rankningslistorna att han nu kom i fråga för en match om en VM-titel.

#### Världsmästare
Efter Tyson Furys överraskande seger mot Wladimir Klitschko i november 2015 som gjorde britten till ny obestridd tungviktsmästare beordrade organisationen IBF Fury att försvara deras titel mot Vjatjeslav Glazkov. Fury valde ändå att skriva kontrakt med Klitschko för en returmatch och därmed tvingades han att avsäga sig IBF-titeln. IBF beordrade därpå Glazkov att boxas mot Charles Martin om den plötsligt vakanta VM-titeln. Datum och plats sattes till den 16 januari i Barclays Center i Brooklyn, New York. Glaskovs ersättning för matchen var 804 700 dollar medan Martin fick lite drygt hälften – 433 300 dollar.
I den tredje ronden var domarkorten helt lika (19–19, 20–18 Glazkov och 20–18 Martin) när Glazkov halkade ner på golvet när han föll bakåt efter att ha försökt undvika en högerkrok från Martin. Ryssen tycktes samtidigt ha skadat sitt högra knä och när matchen återupptogs efter en kort räkning träffades Glazkov av Martins vänsterjabb vilket fick honom att tappa balansen och med tydlig smärta i knäet gick han åter ner i golvet. Matchen avbröts och läkare diagnostiserade Glazkov med en ligamentskada i knäet. Martin förklarades därpå som segrare och ny världsmästare för IBF.

#### Tappad titel mot OS-mästare
Martin valde att göra ett första försvar av sin nyvunna titel mot den stigande brittiska stjärnan och olympiska guldmedaljören från 2012, Anthony Joshua. Matchen på O2 Arena i London den 9 april 2016 rapporterades ge Martin 8,5 miljoner dollar. 
Hemmaboxaren Joshua satte ett högt tempo redan från start och höll Martin på avstånd innan han slog mästaren i golvet med en rak höger i den andra ronden. Martin tog sig upp men bara för att bli nedslagen en andra gång av ett liknande slag endast några ögonblick senare. Denna gång misslyckades han med att klara räkningen då han tog för lång tid på sig för att stå upp och domaren bröt då matchen. Martin kritiserades kraftigt efteråt för sin prestation och uppenbara brist på ambition att vinna matchen. Observatörer anklagade honom för att ha gett upp för tidigt och menade att han kunde ha tagit sig upp snabbare och kämpat vidare. Martin lade senare skulden på distraherande händelser före matchen och hävdade att han "inte var där mentalt". Med endast 85 dagar som världsmästare blev Martins regeringstid den näst kortaste i professionell boxningshistoria, endast överträffad av Tony Tuckers korta regim från 1987.

## Utanför ringen
Martin föddes i St. Louis, Missouri, innan han flyttade till Colorado Springs och Phoenix efter 12 års ålder. Martin började som byggarbetare vid 14 års ålder och fick sin första son i ung ålder. Han har fyra barn.
Den 5 augusti 2016 rapporterades det att Martin hade skjutits i Los Angeles. Han påstods ha varit inblandad i ett gräl med två män som resulterade i att han fick ett skottskada på underarmen när han körde från platsen. Han genomgick en operation för såret och kunde lämna sjukhuset fem dagar senare.

### Webbkällor
- Martin på Boxrec